# Pointe aux Pins
Pointe aux Pins är en udde i Kanada.   Den ligger i provinsen Ontario, i den sydöstra delen av landet, 600 km sydväst om huvudstaden Ottawa.
Terrängen inåt land är mycket platt. Trakten är glest befolkad. Närmaste större samhälle är Blenheim, 13,5 km väster om Pointe aux Pins.